# Prémio Literário Juhan Smuul
O Prémio Literário Juhan Smuul (em estoniano:  Juhan Smuuli kirjanduse aastapreemia) é um prémio literário da Estónia. O prémio, em homenagem ao escritor estoniano Juhan Smuul, foi concedido de 1970 ao início da década de 1990 e novamente a partir de 1995 com o novo nome Eesti Kultuurkapital kirjanduse sihtkapitali aastapreemia (Prémio Estoniano de Doação Literária Anual de Dotação Cultural).
O prémio tem muitas categorias: por exemplo, melhor obra de prosa, melhor obra de poesia, melhor obra de literatura infantil.